# Raymond Vande Ryse
Raymond Vande Ryse (Dudzele, 6 november 1896 - 29 september 1981) was een Belgische politicus. Hij was burgemeester van de Belgische gemeente Dudzele van 1939 tot 1964.

## Boer
Vande Ryse behoorde tot een uitgebreide boerenfamilie in de West-Vlaamse polders (Damme, Dudzele, Oostkerke, Koolkerke, enz).
Hij was de zoon van Louis-Camiel Vande Ryse (Koolkerke, 1870 - Dudzele, 1928) en van Julie Traen (Damme, 1872 - Dudzele, 1944). Hij boerde in Dudzele en werd ook handelaar in landbouwmachines. In Dudzele bouwde en bewoonde hij een villa met een vakwerkgevel, die in het landelijke dorp opviel.
Hij trouwde met Magdalena Notterdam (1900-1963) en ze hadden twee zoons. Hij trad in tweede huwelijk met Maria Zwaenepoel.

## Burgemeester
In januari 1939 werd hij burgemeester, met als schepenen L. Desmedt en C. Coppens. Na mei 1940 viel hij niet in de smaak bij de bezetter en werd in mei 1942 afgezet. Hij werd opgevolgd door de kaashandelaar Georges Steyaert (VNV). Deze behoorde tot de overtuigde collaborateurs. Hij ronselde leden voor het VNV, maakte propaganda voor de Oostfrontmilities en lag aan de basis van verschillende arrestaties, onder meer die van de onderpastoor van de parochie. Onnodig te zeggen dat hij na de oorlog een veroordeling opliep en uit Dudzele verdween. Hij werd kaashandelaar in Blankenberge en op markten.
Vande Ryse nam na de Bevrijding zijn ambt weer op en bestuurde nog twintig jaar de gemeente, tot hij in januari 1965 door Johan Buytaert werd opgevolgd.